# 마이클 새비지
마이클 앨런 위너(Michael Alan Weiner, 1942년 3월 31일 ~ )는 마이클 새비지라는 예명으로 잘 알려져 있는 미국의 라디오 프로그램 진행자이자, 작가, 활동가이면서 동시에 보수적 정치평론가이다.

## 생애
마이클 새비지의 본명은 '마이클 앨런 위너'로, 1942년 3월 31일 미국 뉴욕주의 브롱크스에서 태어났다. 아버지 벤자민과 어머니 레는 러시아 출신의 유대인이었다. 그는 자신의 어린 시절이 어려웠다고 설명한다. 그의 남동생 제롬(Jerome)은 발달장애를 가지고 태어나, 듣거나 말하는 것이 불가능했다. 제롬은 1969년 사망했다. 그리고 몇 년 뒤인 1970년, 골동품 가게를 운영하던 아버지 벤자민 위너가 심장마비로 인해 57세의 나이로 사망했다. 그의 어머니는 2003년에 사망했다.
1958년 뉴욕 퀸즈에 위치한 자메이카 고등학교를 졸업한 이후, 뉴욕 시립 대학교 퀸즈 칼리지에 입학하여 1963년 생물학 학사학위를 받았다. 그는 학부를 졸업한 이후, 뉴욕 시에 위치한 고등학교에서 몇 년간 교사로 일했다. 캐롤 엘리와 결혼했으나 1964년 이혼하면서 끝났고, 이후 자넷 와이너를 만나 1967년 재혼한 뒤 지금까지 부인으로 남아 있다. 이후 하와이 대학교 마노아에서 공부하여 1970년 식물학 석사학위를, 1972년에는 인류학 석사학위를 취득했다. 그는 1978년, 캘리포니아 대학교 버클리에서 영양과 관련되어 민속의학(Ethnomedicine) 박사학위를 취득했다. 그가 쓴 박사학위 논문의 제목은 <피지의 영양적 민속의학> (Nutritional Ethnomedicine in Fiji)이었다.

## 참조
1. 1 2  Kelefa, Sanneh (2009년 8월 3일). “Party of One, Michael Savage, unexpurgated.”. 《The New Yorker》.
2. ↑  Hinckley, David (2010년 2월 24일). “Barack Obama critics, like Rush Limbaugh, top annual list of influential radio hosts”. 《New York Daily News》. 2011년 10월 7일에 원본 문서에서 보존된 문서. 2011년 6월 26일에 확인함.
3. ↑  Marinucci, Carla (2009년 5월 5일). “Politics Blog : SF radio host Michael Savage, banned from Britain: "Will they ban my listeners too?"”. SFGate. 2009년 10월 5일에 확인함.